# Tiro ai Giochi della XXXII Olimpiade - Pistola 10 metri aria compressa femminile
La gara di pistola 10 metri aria compressa femminile dei Giochi della XXXII Olimpiade si è svolta il 25 luglio 2021. Hanno partecipato 53 atleti provenienti da 37 diverse nazioni.
La vincitrice della gara è stato la russa Vitalina Bacaraškina.

## Record
Prima della competizione, i record olimpici e mondiali erano i seguenti:
| Qualificazione  | Qualificazione  | Qualificazione | Qualificazione                      | Qualificazione |
| --------------- | --------------- | -------------- | ----------------------------------- | -------------- |
| Record mondiale | Anna Korakakī   | 587            | Fort Benning, Stati Uniti d'America | 12 maggio 2018 |
| Record olimpico | Non stabilito   | -              | -                                   | -              |
| Finale          |                 |                |                                     |                |
| Record mondiale | Zorana Arunović | 246,9          | Maribor, Slovenia                   | 11 marzo 2017  |
| Record olimpico | Non stabilito   | -              | -                                   | -              |

## Programma
| Data           | Ora (JPN/UTC+9) | Turno          |
| -------------- | --------------- | -------------- |
| 25 luglio 2021 | 09:00           | Qualificazioni |
| 25 luglio 2021 | 11:15           | Finale         |

## Turno di qualificazione
| Posizione | Atleta                | Nazione       | 1  | 2  | 3  | 4  | 5  | 6   | Total | 10 | Note |
| --------- | --------------------- | ------------- | -- | -- | -- | -- | -- | --- | ----- | -- | ---- |
| 1         | Jiang Ranxin          | Cina          | 97 | 97 | 98 | 98 | 97 | 100 | 587   | 23 | Q    |
| 2         | Anna Korakakī         | Grecia        | 97 | 97 | 96 | 99 | 98 | 98  | 585   | 28 | Q    |
| 3         | Vitalina Bacaraškina  | ROC           | 95 | 97 | 97 | 99 | 98 | 96  | 582   | 19 | Q    |
| 4         | Lin Yuemei            | Cina          | 94 | 98 | 96 | 99 | 98 | 98  | 579   | 14 | Q    |
| 5         | Mathilde Lamolle      | Francia       | 99 | 95 | 95 | 94 | 99 | 96  | 578   | 19 | Q    |
| 6         | Antoaneta Kostadinova | Bulgaria      | 96 | 97 | 94 | 97 | 96 | 98  | 578   | 13 | Q    |
| 7         | Olena Kostevyč        | Ucraina       | 96 | 94 | 98 | 95 | 98 | 96  | 577   | 15 | Q    |
| 8         | Céline Goberville     | Francia       | 96 | 95 | 97 | 97 | 96 | 96  | 577   | 15 | Q    |
| 9         | Anudari Tsolmonbaatar | Mongolia      | 96 | 97 | 95 | 97 | 97 | 94  | 576   | 22 |      |
| 10        | Hanieh Rostamian      | Iran          | 96 | 96 | 96 | 96 | 94 | 98  | 576   | 19 |      |
| 11        | Viktoria Chaika       | Bielorussia   | 96 | 96 | 96 | 97 | 98 | 93  | 576   | 17 |      |
| 12        | Manu Bhaker           | India         | 98 | 95 | 94 | 95 | 98 | 95  | 575   | 14 |      |
| 13        | Yashaswini Deswal     | India         | 94 | 98 | 94 | 97 | 96 | 95  | 574   | 11 |      |
| 14        | Wu Chia-ying          | Taipei cinese | 94 | 93 | 97 | 96 | 95 | 98  | 573   | 18 |      |
| 15        | Sylvia Steiner        | Austria       | 93 | 94 | 96 | 97 | 95 | 98  | 573   | 16 |      |
| 16        | Choo Ga-eun           | Corea del Sud | 95 | 95 | 93 | 97 | 97 | 96  | 573   | 16 |      |
| 17        | Zorana Arunović       | Serbia        | 96 | 97 | 96 | 95 | 94 | 95  | 573   | 13 |      |
| 18        | Elmira Karapetyan     | Armenia       | 94 | 98 | 95 | 96 | 92 | 98  | 573   | 12 |      |
| 19        | Agate Rašmane         | Lettonia      | 98 | 95 | 96 | 95 | 95 | 94  | 573   | 9  |      |
| 20        | Carina Wimmer         | Germania      | 95 | 94 | 93 | 97 | 97 | 95  | 571   | 18 |      |
| 21        | Klaudia Breś          | Polonia       | 95 | 96 | 97 | 96 | 93 | 94  | 571   | 12 |      |
| 22        | Tanyaporn Prucksakorn | Thailandia    | 95 | 92 | 97 | 95 | 95 | 96  | 570   | 18 |      |
| 23        | Satoko Yamada         | Giappone      | 92 | 95 | 93 | 98 | 97 | 95  | 570   | 13 |      |
| 24        | Kim Bo-mi             | Corea del Sud | 91 | 94 | 95 | 97 | 96 | 97  | 570   | 12 |      |
| 25        | Olfa Charni           | Tunisia       | 92 | 95 | 97 | 93 | 96 | 97  | 570   | 12 |      |
| 26        | Eleanor Bezzina       | Malta         | 95 | 94 | 96 | 95 | 96 | 94  | 570   | 12 |      |
| 27        | Elena Galiabovitch    | Australia     | 94 | 98 | 97 | 94 | 96 | 90  | 569   | 12 |      |
| 28        | Heidi Diethelm Gerber | Svizzera      | 91 | 95 | 93 | 96 | 97 | 97  | 569   | 8  |      |
| 29        | Monika Karsch         | Germania      | 98 | 95 | 96 | 91 | 95 | 93  | 568   | 16 |      |
| 30        | Otryadyn Gündegmaa    | Mongolia      | 96 | 95 | 95 | 95 | 92 | 95  | 568   | 12 |      |
| 31        | Nino Salukvadze       | Georgia       | 93 | 92 | 99 | 95 | 95 | 93  | 567   | 15 |      |
| 32        | Laina Pérez           | Cuba          | 96 | 95 | 90 | 95 | 94 | 97  | 567   | 11 |      |
| 33        | Jasmina Milovanović   | Serbia        | 96 | 94 | 92 | 92 | 97 | 95  | 566   | 14 |      |
| 34        | Veronika Major        | Ungheria      | 92 | 90 | 97 | 96 | 97 | 94  | 566   | 10 |      |
| 35        | Margarita Chernousova | ROC           | 94 | 92 | 93 | 97 | 95 | 94  | 565   | 21 |      |
| 36        | Andrea Pérez Peña     | Ecuador       | 95 | 93 | 96 | 95 | 91 | 95  | 565   | 11 |      |
| 37        | Manuela Delilaj       | Albania       | 93 | 93 | 94 | 95 | 97 | 93  | 565   | 11 |      |
| 38        | Alexis Lagan          | Stati Uniti   | 95 | 90 | 91 | 95 | 96 | 93  | 560   | 15 |      |
| 39        | Naphaswan Yangpaiboon | Thailandia    | 88 | 94 | 92 | 94 | 95 | 97  | 560   | 13 |      |
| 40        | Radwa Abdel Latif     | Egitto        | 93 | 97 | 90 | 92 | 95 | 93  | 560   | 13 |      |
| 41        | Hala El-Gohari        | Egitto        | 92 | 94 | 95 | 96 | 92 | 91  | 560   | 12 |      |
| 42        | Tien Chia-chen        | Taipei cinese | 94 | 90 | 94 | 94 | 91 | 96  | 559   | 10 |      |
| 43        | Maria Grozdeva        | Bulgaria      | 92 | 93 | 91 | 94 | 96 | 93  | 559   | 10 |      |
| 44        | Asma Abu Rabee        | Giordania     | 92 | 95 | 94 | 93 | 91 | 94  | 559   | 8  |      |
| 45        | Diana Durango         | Ecuador       | 90 | 95 | 94 | 95 | 93 | 92  | 559   | 8  |      |
| 46        | Dina Aspandiyarova    | Australia     | 91 | 96 | 94 | 96 | 88 | 93  | 558   | 15 |      |
| 47        | Lynda Kiejko          | Canada        | 94 | 91 | 93 | 93 | 92 | 95  | 558   | 9  |      |
| 48        | Anna Dulce            | Moldavia      | 94 | 93 | 92 | 96 | 90 | 92  | 557   | 12 |      |
| 49        | Sandra Uptagrafft     | Stati Uniti   | 92 | 92 | 95 | 94 | 90 | 94  | 557   | 10 |      |
| 50        | Chizuru Sasaki        | Giappone      | 88 | 93 | 96 | 92 | 92 | 95  | 556   | 11 |      |
| 51        | Fatimah Al-Kaabi      | Iraq          | 93 | 94 | 94 | 92 | 88 | 95  | 556   | 10 |      |
| 52        | Yasameen Al-Raimi     | Yemen         | 91 | 94 | 92 | 90 | 91 | 93  | 551   | 11 |      |
| 53        | Jelena Pantović       | Montenegro    | 88 | 87 | 88 | 91 | 92 | 88  | 534   | 8  |      |

## Finale
| Pos. | Atleta                | Nazione  | 1    | 2     | 3     | 4     | 5     | 6     | 7     | 8     | 9     | Totale | Note            |
| ---- | --------------------- | -------- | ---- | ----- | ----- | ----- | ----- | ----- | ----- | ----- | ----- | ------ | --------------- |
|      | Vitalina Bacaraškina  | ROC      | 51.1 | 101.3 | 120.9 | 139.6 | 159.6 | 179.3 | 199.3 | 219.4 | 240.3 | 240.3  | Record olimpico |
|      | Antoaneta Kostadinova | Bulgaria | 51.1 | 100.7 | 121.1 | 141.5 | 161.4 | 181.8 | 201.3 | 220.3 | 239.4 | 239.4  |                 |
|      | Jiang Ranxin          | Cina     | 49.7 | 98.6  | 118.7 | 139.7 | 159.4 | 179.5 | 199.4 | 218.0 | N.D.  | 218.0  |                 |
| 4    | Olena Kostevyč        | Ucraina  | 49.5 | 99.2  | 119.7 | 137.8 | 159.4 | 178.4 | 197.6 | N.D.  | N.D.  | 197.6  |                 |
| 5    | Lin Yuemei            | Cina     | 49.8 | 98.7  | 118.5 | 138.7 | 158.0 | 176.6 | N.D.  | N.D.  | N.D.  | 176.6  |                 |
| 6    | Anna Korakakī         | Grecia   | 49.0 | 96.1  | 116.8 | 137.4 | 157.4 | N.D.  | N.D.  | N.D.  | N.D.  | 157.4  |                 |
| 7    | Mathilde Lamolle      | Francia  | 46.7 | 95.4  | 115.6 | 134.6 | N.D.  | N.D.  | N.D.  | N.D.  | N.D.  | 134.6  |                 |
| 8    | Céline Goberville     | Francia  | 48.7 | 97.9  | 114.9 | N.D.  | N.D.  | N.D.  | N.D.  | N.D.  | N.D.  | 114.9  |                 |